# Ku Klux Klan

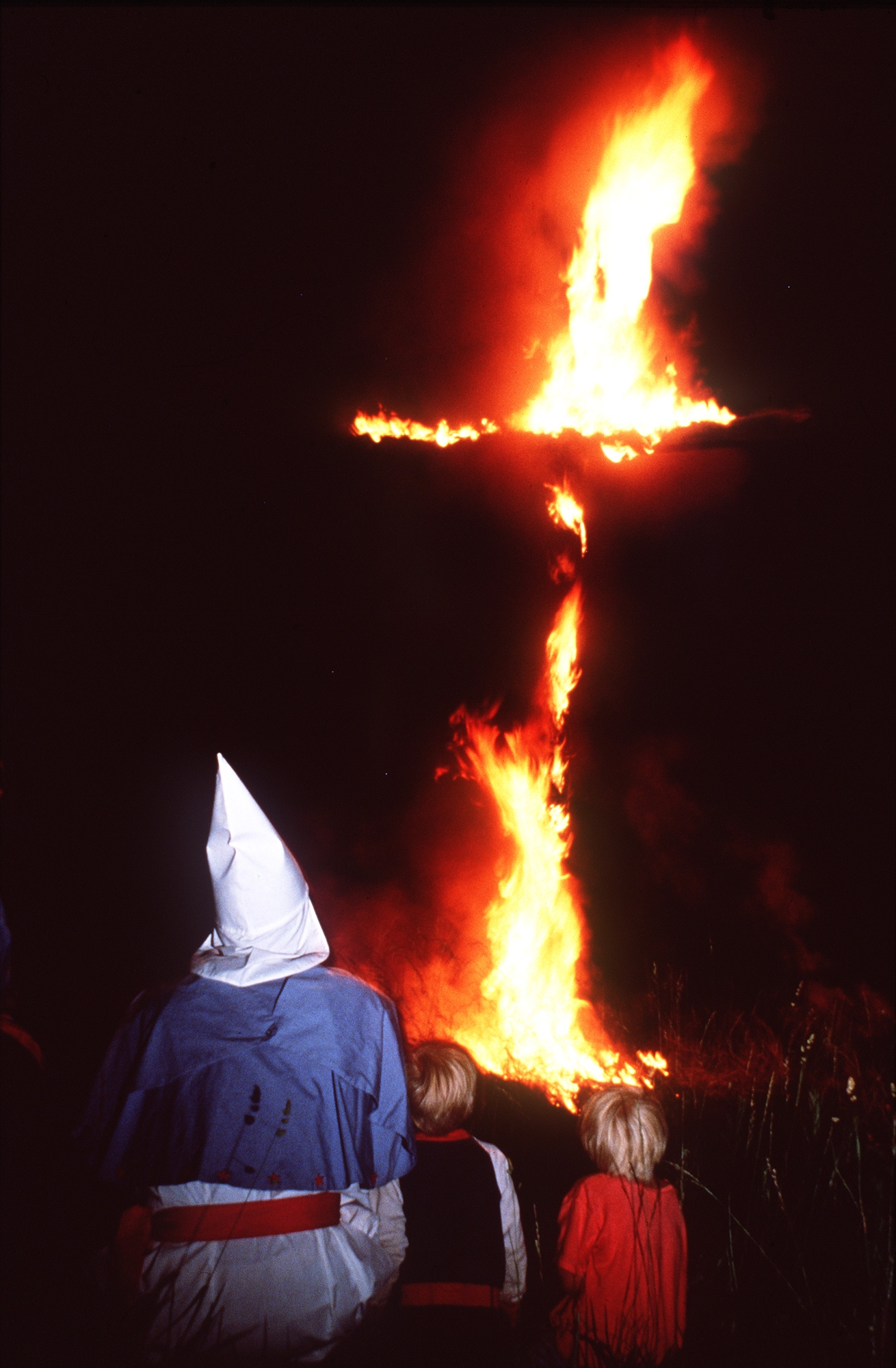
La cruz ardiente es uno de los símbolos del Ku Klux Klan.

Ku Klux Klan (KKK) es un grupo de odio terrorista supremacista blanco estadounidense de extrema derecha, conocido por promover por medio de actos violentos y propagandísticos el racismo, la xenofobia y el antisemitismo, así como la homofobia, el anticatolicismo y el anticomunismo. Creado en el siglo XIX, inmediatamente después de la guerra de Secesión por seis oficiales del Ejército de los Estados Confederados, agrupa a varias organizaciones estructuradas a modo de sociedad secreta, que con frecuencia han recurrido al terrorismo, la violencia y actos intimidatorios —el más famoso quizá sea la quema de cruces— para imponer su criterio y oprimir a sus víctimas.
La primera encarnación del Klan fue fundada a finales de 1865 por veteranos después de la guerra de Secesión, quienes quisieron resistirse a la reconstrucción. La organización adoptó rápidamente métodos violentos para conseguir sus fines. Sin embargo, hubo una reacción que en poco tiempo llevó a la organización al declive, pues las élites sureñas veían al Klan como un pretexto para que las tropas federales estuvieran activas en los estados del sur. El KKK fue formalmente disuelto por el presidente republicano Ulysses Grant, a través del Acta de derechos civiles de 1871 (conocida como el Acta Ku Klux Klan).
En 1915 se fundó una nueva asociación con el mismo nombre, inspirada por el poder que tenían los medios de comunicación de masas. La película El nacimiento de una nación y el antisemitismo mostrado en las crónicas periodísticas del juicio y linchamiento de Leo Frank contribuyeron a dicha inspiración. El segundo KKK fue una organización más formal, con miembros registrados y con una estructura estatal y nacional. Llegó a tener de 4 a 5 millones de miembros. Su popularidad comenzó a caer en la Gran Depresión de 1929 y durante la Segunda Guerra Mundial, ya que algunos miembros destacados del Klan protagonizaron escándalos por apoyar a la Alemania nazi. 

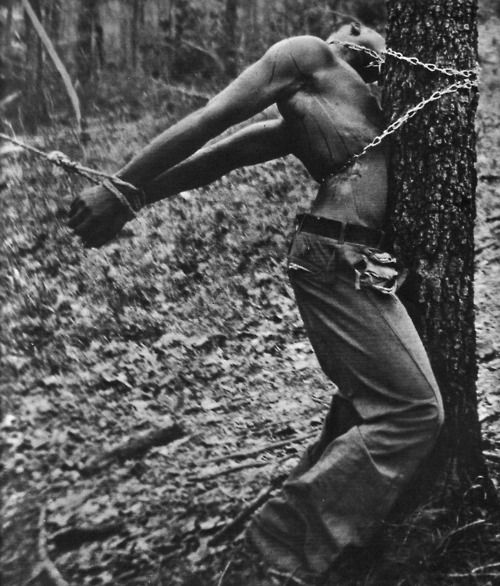
Víctima de linchamiento (1937).

En los años 1940 el activista Stetson Kennedy se infiltró en la organización, desvelando secretos de la misma a las autoridades y forzando a eliminarla como asociación nacional.
Desde entonces, varias agrupaciones diferentes han utilizado el nombre, incluyendo las que se oponían a la Ley de Derechos Civiles de 1964 y a la desegregación en las décadas de 1950 y 1960. Algunos miembros de estas organizaciones llegaron a ser condenados por diversos crímenes. Aunque docenas de organizaciones emplean hoy todo o parte del nombre en sus títulos, la afiliación real se estima en unos cuantos miles. Estos grupos, con operaciones separadas en pequeñas unidades aisladas, son considerados grupos de odio extremo. El KKK moderno ha sido repudiado por los medios de comunicación, líderes políticos y religiosos de los Estados Unidos. Sin embargo, no ha sido ilegalizado y vio un crecimiento considerable en los años precedentes al 2017.

## El primer Ku Klux Klan

### Creación

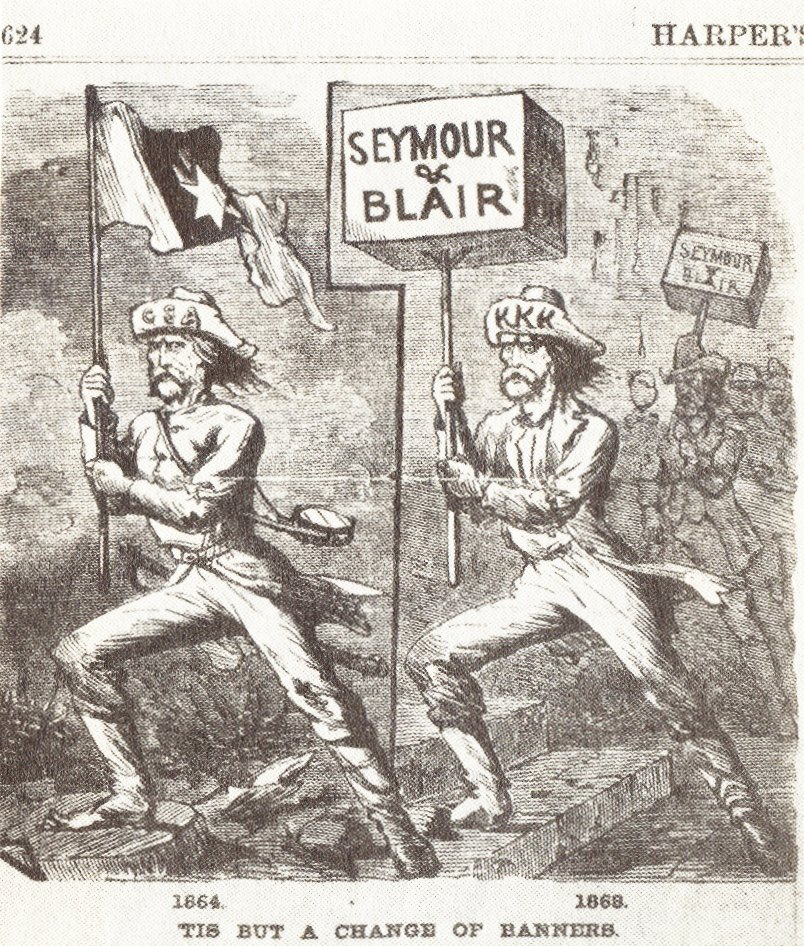
Caricatura política contra el KKK: el KKK y el Partido Demócrata son mostrados como los continuadores de la Confederación.

El Ku Klux Klan original se creó después de la Guerra Civil de Estados Unidos, el 24 de diciembre de 1865. Lo fundaron seis veteranos confederados de clase media y baja, molestos con la situación en su pueblo, Pulaski, Tennessee, en los años de la postguerra. El nombre del Klan se compuso con la fusión del griego «κύκλος [kýklos]» (círculo). El capitán Kennedy añadió klan (clan) en recuerdo de los grupos familiares ancestrales, ya que todos tenían ascendencia escocesa. Los fundadores decidieron escribir clan con K para darle más notoriedad a la organización. Les gustó el sonido rítmico de las palabras, y decidieron separar Kuklos en dos palabras, cambiando la «o» de Kuklos por «u», y la «s» final por una más impactante «x».
Inicialmente, se suponía que era una organización humorística democrática que se dedicaba a realizar charadas y rituales en las que humillaban a las víctimas. El Ku Klux Klan se concibió como un club social donde los jóvenes podían encontrar diversión y entretenimiento. Sus miembros hacían excursiones nocturnas por el pueblo de Pulaski, disfrazados con sábanas y máscaras, fingiendo ser fantasmas que asustaban (o divertían) a la población. Al enfrentar el período de reconstrucción de los Estados Unidos después de la guerra civil, el KKK endureció sus actividades y se dedicó a oprimir a los carpetbaggers, a los scalawags, y a los recién liberados esclavos. El pasado conservador y de apoyo a la esclavitud del Partido Demócrata hizo que muchos de sus miembros quisieran pertenecer al KKK. También de manera informal, el Klan repudiaba al Partido Republicano.
El Klan se extendió rápidamente por otros estados sureños, desencadenando un reino del terror contra líderes republicanos de todas las procedencias raciales. El juego desembocó en asesinatos, incluyendo el del congresista de Arkansas James M. Hinds, el de tres miembros de la Legislatura de Carolina del Sur y los de varios hombres que habían trabajado en convenciones constitucionalistas.
De 1866 a 1867, el Klan irrumpió en las sesiones religiosas de la comunidad negra e invadió los hogares de esta comunidad para robar armas de fuego, con el pretexto de desarmar a los negros veteranos de la guerra civil. Algunas de estas actividades imitaban las acciones de otros grupos de Tennessee, como los Chaquetas Amarillas o los Gorras Rojas.
En 1867, en una reunión en Nashville, se trató de organizar a los dispersos grupos afines al Klan, dentro de una agrupación de capítulos locales que informaran a líderes de condado, los cuales informarían a los distritos, estos a sus estados y a su vez estos informarían a un cuartel general que agrupara a la nación entera. La propuesta fue redactada por el veterano general brigadier George Gordon. Esta propuesta estaba escrita en un lenguaje motivador que disertaba sobre las metas del Ku Klux Klan, e incluía una lista de preguntas que los aspirantes a pertenecer al Klan debían responder correctamente. Las preguntas se centraban en la resistencia a la reconstrucción y al partido Republicano. El candidato debía responder si era republicano, veterano del Ejército de la Unión o miembro de la Liga de la Unión, además de especificar si se oponía a la igualdad de los negros tanto social como políticamente, y si estaba a favor de un Gobierno de «hombres blancos» que «mantuviera los derechos constitucionales del sur», la «emancipación de los hombres blancos del sur, la restitución de todos los derechos de los sureños» y «el derecho inalienable de la propia supervivencia ante el ejercicio arbitrario del poder».

### Actividades
El Ku Klux Klan buscó el control político y social de los esclavos liberados. En particular, intentó socavar la educación, el avance económico, el derecho a portar armas y los derechos electorales de los afroamericanos. Sin embargo, el Klan no se limitó a actuar contra estas etnias, pues los republicanos del sur también fueron blanco de sus tácticas intimidatorias. Frecuentemente, obtenían sus propósitos mediante la violencia. Por ejemplo, en las elecciones generales de Georgia, en abril de 1868, el condado de Columbia registró 1222 votos para el candidato republicano a gobernador del estado Rufus Bullock. En las elecciones presidenciales de noviembre de ese año, en el mismo condado solo hubo un voto a favor del candidato republicano Ulysses S. Grant.
Con frecuencia, el Klan intimidaba a maestros de escuela y empleados de la Oficina Federal de Refugiados, Liberados y Tierras Abandonadas (Freedmen's Bureau'), así como a miembros negros de las Ligas de la Unión. De acuerdo con una investigación del Congreso hecha durante un episodio en Misisipi:

La señorita Allen, de Illinois, una de estas maestras, cuya escuela estaba en Cotton Gin Port (condado de Monroe, Misisipi), recibió una visita... entre la una y las dos de la mañana en marzo de 1871, de cerca de cincuenta hombres montados y disfrazados. Cada uno vestía una larga túnica blanca y llevaba cubierta la cara por una máscara suelta, con rayas escarlata. Se le ordenó a la maestra que subiera a vestirse, lo cual hizo enseguida. Luego recibió en su habitación a un capitán y un teniente, quienes además del disfraz de todos, llevaban un par de cuernos en la cabeza y un artefacto en la frente. El teniente tenía una pistola en la mano, y el capitán se sentó mientras entraban ocho hombres, llenando el vestíbulo. Trataron «caballerosa y tranquilamente» a la maestra, pero se quejaron del impuesto por las escuelas, diciendo que debía dejar la enseñanza de inmediato y partir para nunca volver. La avisaron, además, de que ellos nunca dan un segundo aviso. La maestra abandonó el condado.

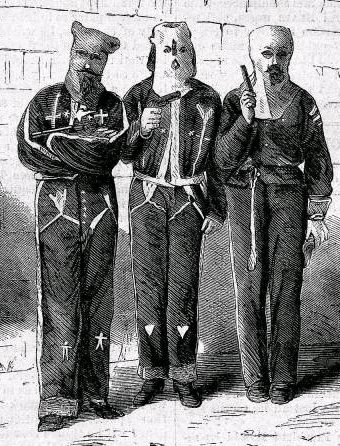
Tres miembros del Ku Klux Klan arrestados en Misisipi, en septiembre de 1871, por el intento de asesinato de una familia.

Los miembros del Klan aseguraron haber matado a más de ciento cincuenta negros en un solo condado de Florida, y cientos más en otros condados. Una proclamación hecha por Gordon en 1868 resume varias de las presuntas causas de las violentas actividades del Klan:
- Muchos negros eran veteranos del Ejército de la Unión y, por lo tanto, estaban armados. Desde el principio, uno de los principales objetivos del Klan era confiscar las armas de fuego de los negros. En la proclama, Gordon afirmaba que se había disparado en tres ocasiones contra el Klan, y que «si los negros nos quieren hacer la guerra, deben atenerse a las consecuencias».
- Gordon alegaba que el Klan era una organización pacífica. Este alegato era un común intento del Klan para evitar procesos legales. No obstante, un jurado federal determinó en 1868 que el KKK era una «organización terrorista». Cientos de procesos por violencia y terrorismo siguieron a esta determinación. Varios miembros del Klan fueron procesados, y muchos huyeron de las jurisdicciones que los perseguían, principalmente en Carolina del Sur.[20]
- Gordon anunció que algunos habían llevado a cabo actos violentos en nombre del Klan. Había algo de cierto, puesto que algunas personas ajenas a la organización se disfrazaban de miembros del Klan para ocultar su identidad. Pero también estaba claro que a los altos mandos del KKK les convenía alejarse públicamente de estos actos, y la naturaleza secreta y descentralizada del Klan hacía que la pertenencia a él fuera un concepto difuso. En muchos sentidos, el Klan fue una fuerza paramilitar que servía a los intereses del Partido Demócrata y a aquellos que deseaban la restauración de la supremacía blanca.[21]

La actividad del Klan comenzó a decaer a los pocos años de su fundación y, como se muestra en la proclama de Gordon, la organización empezó a ser usada simplemente como una forma de evadir la persecución de la justicia por actos de violencia. Muchos demócratas del sur empezaron a verlo como una carga, y como una excusa que el gobierno federal usaba para mantener su poder sobre el sur.
En una entrevista con la prensa en 1868, Nathan Bedford Forrest se jactó de que el Klan era una organización de importancia nacional, con más de medio millón de miembros, y afirmó que, aunque él mismo no era miembro, simpatizaba y estaba dispuesto a cooperar con ellos, y dijo que tenía la posibilidad de convocar a cuarenta mil miembros en cinco días en caso de necesidad. Explicó también que él no veía a los negros como a enemigos, pero sí a las Ligas de la Unión, a los gobiernos republicanos, como el del estado de Tennessee, y a los carpetbaggers y scalawags. En estas declaraciones tenían algo de cierto, ya que el mismo Klan había perseguido a estos colectivos, especialmente a los maestros de escuela llevados al sur por la Oficina de Refugiados y Liberados (algunos de los cuales fueron abolicionistas antes de la Guerra Civil, o estuvieron activos en el Ferrocarril Subterráneo). Por ejemplo, muchos sureños blancos pensaban que los negros votaban por el Partido Republicano simplemente por influencia de las Ligas de la Unión. Los negros miembros de las Ligas eran objetivos frecuentes del Klan. En un diario de Alabama, el editorial decía «La Liga no es otra cosa que el Ku Klux Klan de los negros».
Entre las prácticas más vituperables del Klan, cabe especificar quemar vivos a negros, ahorcarlos, castrarlos, dejar sus cabezas clavadas en estacas en lugares sensibles como entradas de pueblos o casas, hacer postales con fotografías de los asesinos al lado de los cadáveres de sus víctimas, prácticas normales en el sur de Estados Unidos hasta la década de 1940. De lo último, por ejemplo, solo el libro Without Sanctuary / Sin santuario recoge ochenta postales de recuerdo con linchamientos a negros e incluso a algún sindicalista blanco.

### Declive y prohibición
El primer Klan nunca estuvo bien organizado. Como grupo secreto o «invisible» no tenía una afiliación formal, ni obligaciones, boletines, portavoces, capítulos u oficiales de ningún tipo, ni local ni nacional. Obtuvo popularidad gracias a su reputación, conseguida en gran parte mediante sus estrafalarios disfraces y sus prácticas teatrales. La historiadora Elaine Frantz Parsons dice:

Al desenmascarar al Klan, se reveló a una caótica multitud de grupos antinegros, granjeros pobres y resentidos, bandas guerrilleras, políticos demócratas desplazados, destiladores ilegales de whisky, jóvenes aburridos, sádicos, violadores, trabajadores blancos con miedo de la competencia negra, patrones tratando de aplicar una política laboral rígida, ladrones comunes, vecinos con antiguos conflictos e inclusive algunos esclavos liberados y algunos republicanos blancos que tenían intenciones criminales particulares. Al final, todo lo que tenían en común, además de ser abrumadoramente blancos en su mayoría, sureños y demócratas; era que todos se llamaban a sí mismos miembros del Klan.

Como se mencionó anteriormente, la organización nacional de Forrest no tenía control sobre los Klanes locales. Forrest ordenó la disolución del Klan en 1869, con el argumento de que «había sido desviado de sus originales y patrióticos propósitos, convirtiéndose en un grupo injurioso y dañino para la paz pública». Por la falta de control de un organismo nacional, la declaración de Forrest era más bien un síntoma del declive que una causa del mismo. El historiador Stanley Horn escribe que «hablando de forma general, el final del Klan fue más una desintegración localizada paulatina que un desbando formal y decisivo». La prensa en Georgia publicó en enero de 1870 que «la realidad del asunto no es que el Ku Klux Klan sea una banda de criminales organizados, sino que todos los criminales se autodenominan miembros del KKK».

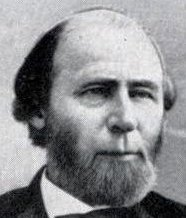
El Gobernador de Carolina del Norte, William Woods Holden, intentó usar a la milicia del estado contra el Klan, y fue expulsado de su cargo.

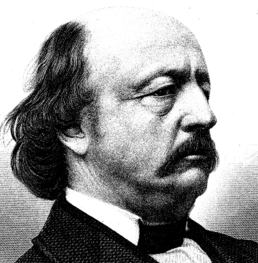
Benjamin Franklin Butler redactó el Acta Ku Klux Klan.

Aunque se estaba usando cada vez más al Klan como una máscara para esconder crímenes no necesariamente políticos, las autoridades locales y estatales rara vez actuaron en su contra. En casos de linchamiento, los acusados blancos eran absueltos casi siempre, y en el raro caso de que el acusado fuera encontrado culpable, casi nunca era condenado. En muchos estados había temores de que los negros se organizaran en milicias que comenzaran una guerra racial. Cuando William Woods Holden, gobernador republicano de Carolina del Norte, llamó a ejercer acciones contra el Klan en 1870, lo único que consiguió fue ser arrasado en las elecciones siguientes.
A pesar del poder del Klan, había cierta resistencia a sus prácticas de terror. A veces, eran grupos organizados los que lo enfrentaban. Veteranos blancos del Ejército de la Unión organizaron el «anti Ku Klux» en el condado de Blount (Alabama). A nivel nacional, existió un movimiento para oponerse al Klan, aunque muchos demócratas cuestionaban la misma existencia del Klan y que llegaban a creer que era un invento de los nerviosos gobernadores republicanos del sur. En enero de 1871, el senador republicano por Pennsylvania, John Scott, reunió un comité que recogió 52 testimonios de las atrocidades del Klan. Muchos estados del sur ya habían establecido legislaciones anti-Klan. Fueron el modelo para que, en febrero, el congresista por Massachusetts y exgeneral de la Unión Benjamin Franklin Butler, redactara una ley nacional al respecto; que sería conocida como el Acta de Derechos Civiles de 1871, o el Acta Ku Klux Klan.
En 1871, el presidente Ulysses S. Grant firmó el Acta según la cual las tropas federales debían ejercer la fuerza pública en lugar de las estatales, y los miembros del Klan debían ser procesados legalmente en una corte federal, en vez de las cortes locales y estatales. Bajo esta legislación, cientos de miembros del Klan fueron encarcelados o multados, y se suspendió el habeas corpus en nueve condados de Carolina del Sur. A la postre, el Klan fue completamente destruido en ese estado y diezmado en el resto del país, donde ya había iniciado su declive algunos años atrás.
Sin embargo, tuvieron que transcurrir muchos años para que todos los elementos del Klan fueran eliminados. El domingo de Pascua de 1873, ocurrió la masacre de Colfax, el evento más sangriento de violencia racial durante la Reconstrucción. La masacre comenzó cuando algunos ciudadanos negros se resistieron a la violencia del Klan y a sus aliados de la Liga Blanca en Colfax, Luisiana. Como resultado del enfrentamiento, ciento cincuenta hombres negros perdieron la vida.
En 1882, mucho después de la fundación del primer Klan, la Corte Suprema de los Estados Unidos determinó en el caso Estados Unidos contra Harris que el Acta Ku Klux Klan era anticonstitucional en parte, pues la decimocuarta enmienda de la Constitución no extendía el poder del congreso a conspiraciones privadas. Sin embargo, el Acta Ku Klux Klan ha sido invocada en juicios del orden civil posteriormente, incluyendo uno de 1964 en el que se juzgaba el asesinato de tres trabajadores por los derechos civiles; el asesinato de Viola Liuzzo en 1965, y el caso Bray contra la Clínica Femenina de Alexandria de 1991.

## El segundo Ku Klux Klan
En las cuatro décadas y media que siguieron a la eliminación del Ku Klux Klan, las relaciones raciales en los Estados Unidos llegaron a su punto más bajo. La década de 1890 vio el mayor número de linchamientos que ha habido en ese país, según el Instituto Tuskegee.[cita requerida]

### Creación

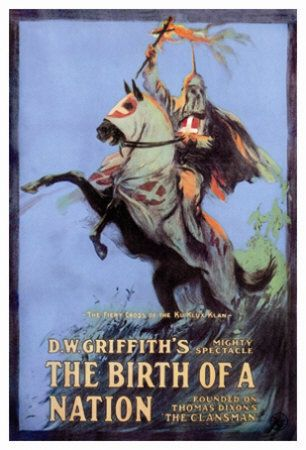
Cartel de la película The Birth of a Nation.

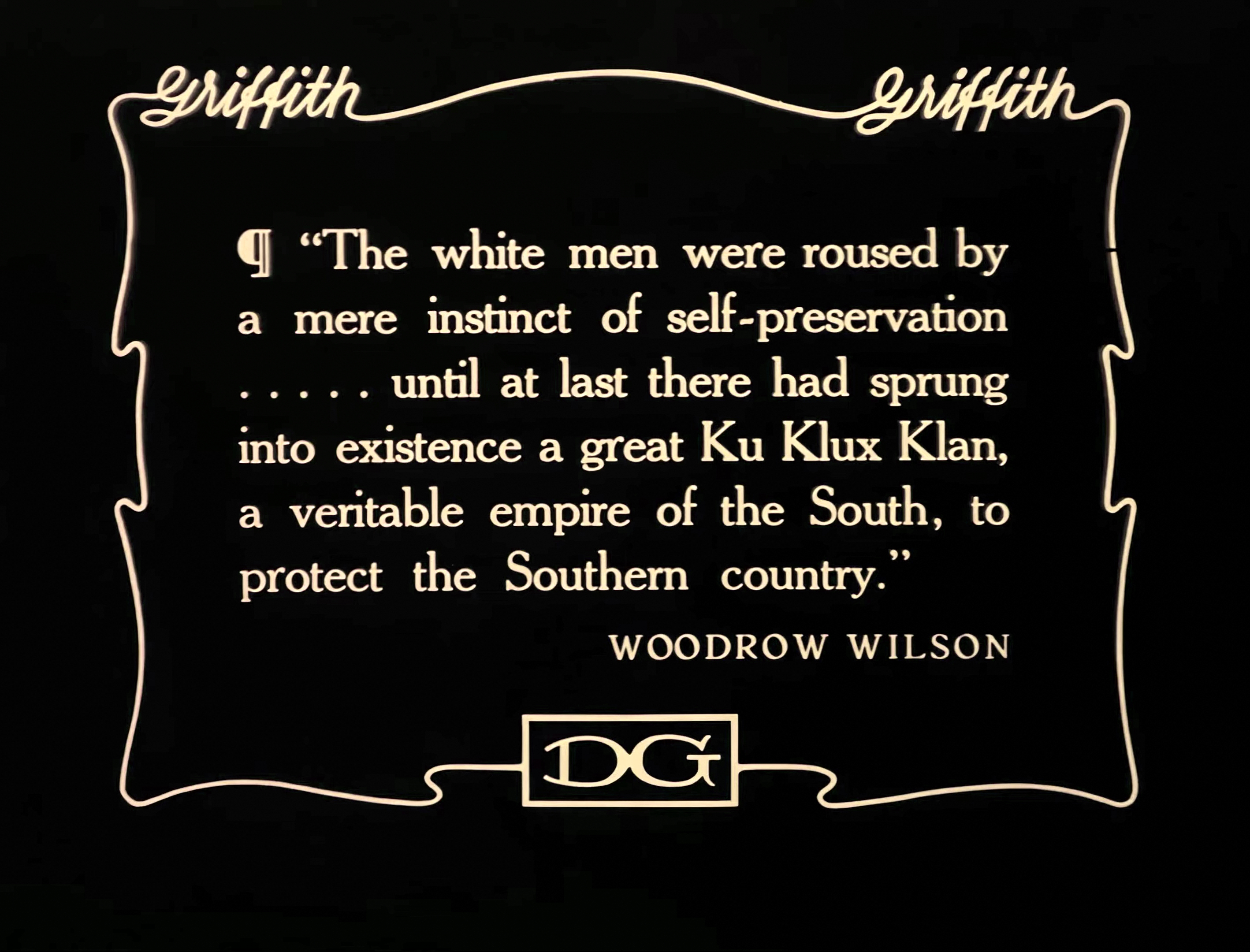
Cita de Woodrow Wilson usada en la película de D. W. Griffith: Los hombres blancos fueron provocados por un mero instinto de supervivencia...hasta que finalmente surgió un gran Ku Klux Klan, un verdadero imperio del sur, para proteger al territorio sureño.

El segundo Ku Klux Klan se fundó en 1915, demostrando el recientemente descubierto poder de los medios masivos de comunicación. Ese año tuvieron lugar tres eventos íntimamente relacionados:
- Se estrenó la película The Birth of a Nation (El nacimiento de una nación), de D. W. Griffith, en la cual se glorifica y mitifica al primer Ku Klux Klan.
- Leo Frank, un judío acusado de violar y asesinar a una joven llamada Mary Phagan, fue linchado en medio de un gran frenesí mediático.
- Se fundó el segundo Ku Klux Klan, con nuevos objetivos antisemitas y antiinmigrantes. La mayoría de los fundadores pertenecían a una organización llamada Los Caballeros de Mary Phagan.

La película El nacimiento de una nación glorificaba al primer Klan, que en ese entonces era ya una memoria lejana. La película se basa en el libro y obra de teatro The Clansman (El hombre del Clan), así como en el libro de Thomas Dixon The Leopard's Spots (Las manchas del leopardo). La película generó una locura nacional por el Klan. En una función de preestreno en Los Ángeles, se contrató a actores que se disfrazaron como miembros del Klan como parte de la promoción. En algunos casos, la audiencia entusiasmada disparaba sus armas hacia la pantalla.
La popularidad e influencia de la película aumentaron cuando el historiador y presidente de los Estados Unidos Woodrow Wilson avaló la exactitud de la misma. Gran parte de la iconografía del Klan, incluyendo los disfraces blancos y las cruces ardientes, procede de la película, que se inspiraba más en el romántico concepto que Thomas Dixon, Jr. tenía de la vieja Escocia que en los auténticos símbolos usados por el primer Klan.
El nacimiento de una nación incluye numerosas citas de la obra de Wilson Historia del pueblo estadounidense. Al ver una proyección exclusiva en la Casa Blanca el 18 de febrero de 1915, Wilson exclamó: «Esto es como escribir la historia con un relámpago, y lamento que todo es terriblemente verdadero». La familia de Wilson fue simpatizante de la Confederación durante la guerra civil, y en una iglesia cuidaba de los soldados confederados que habían sido heridos. Cuando Wilson era joven, se había opuesto vigorosamente a la Reconstrucción y, como presidente, revivió las políticas de segregación racial en el gobierno federal, por primera vez desde la reconstrucción. Dado el fuerte mensaje partisano de la película y la documentada perspectiva que Wilson poseía acerca del racismo y del Klan, es razonable interpretar sus comentarios como apoyo a la organización racista. La correspondencia que Wilson sostuvo posteriormente con el director Griffith confirma el entusiasmo del presidente por la película. Las opiniones de Wilson se publicaron e inmediatamente suscitaron controversia. El apoyo de Wilson aumentó la popularidad de la película, que a su vez fue un factor importante en la creación del segundo Klan.
El mismo año, el linchamiento del judío Leo Frank ocupó gran parte de la atención pública. Frank, gerente de una fábrica en Marietta (Georgia), fue acusado de crímenes sexuales y del asesinato de Mary Phagan, una niña de catorce años empleada en su fábrica. Frank fue condenado a muerte en un cuestionable juicio, donde se solicitó que ni el acusado ni su abogado defensor estuvieran presentes en el momento de anunciar el veredicto, ya que se temía que la turba que rodeaba el edificio de la corte actuara violentamente. Las apelaciones de Frank no prosperaron, pero el gobernador del estado cambió la sentencia de muerte por una de cadena perpetua. Sin embargo, la turba, autodenominada Los Caballeros de Mary Phagan, secuestró a Frank de la prisión donde se encontraba y lo linchó públicamente.
Muchos sureños consideraban que Frank era culpable, y para ellos había una fuerte resonancia entre el juicio y la película El nacimiento de una nación, ya que veían una analogía entre Mary Phagan y Flora, un personaje de la película. Flora era una joven virgen que se lanza de un acantilado para evitar ser violada por el personaje negro Gus, quien era descrito como un «renegado, producto de las viciosas doctrinas que los carpetbaggers esparcieron».
El juicio de Frank fue hábilmente utilizado por el político georgiano Thomas E. Watson, quien también era editor de la revista The Jeffersonian, y a la postre fue parte importante en la reorganización del Klan. El nuevo Klan fue oficialmente inaugurado en una reunión presidida por William J. Simmons, en presencia de algunos ancianos miembros del Klan original, además de miembros de los Caballeros de Mary Phagan.
Para el segundo Klan, Simmons se inspiró en la proclama original que George Gordon escribió en 1867, especificando como los propósitos del Klan:
- Primero: proteger al débil, al inocente y al indefenso de las indignidades y ofensas de parte de los violentos y brutales proscritos de la ley; rescatar al oprimido y al lastimado; socorrer al que sufre y al desafortunado, especialmente a las viudas y huérfanos de los soldados confederados.
- Segundo: proteger y defender a la Constitución de los Estados Unidos
- Tercero: ayudar y auxiliar en la ejecución de todas las leyes constitucionales, protegiendo a la gente de detenciones ilegales y de juicios que no sean por sus pares y de conformidad con las leyes del territorio.

### Miembros

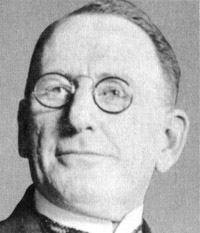
William Joseph Simmons fundó el segundo Ku Klux Klan en 1915.

Los historiadores han recogido listas de miembros de algunas unidades locales, y cotejado los nombres con los directorios telefónicos o los registros locales para crear un perfil estadístico de los miembros. Los grandes periódicos eran unánimemente hostiles, e intentaban ridiculizar a los miembros del Klan, llamándolos granjeros ignorantes. Un análisis detallado en el estado de Indiana muestra, sin embargo, que ese estereotipo es erróneo:

Los miembros del Klan en Indiana representaban un corte de la sociedad entera: no había desproporción entre la comunidad urbana y rural, así como tampoco la había entre los miembros de la clase trabajadora, clase media o profesional. Por supuesto que los miembros del Klan eran protestantes, pero no pueden ser descritos como exclusiva o predominantemente fundamentalistas. En realidad, su afiliación religiosa era un reflejo de la sociedad blanca protestante, incluyendo a aquellos que no pertenecían a ninguna iglesia concreta.

El Klan tuvo éxito reclutando a lo largo del país a millones de nuevos miembros, y alcanzó su nivel máximo en la década de 1920, cuando el 15% de la población formaba parte de sus filas y tenía Capítulos locales por todo Estados Unidos, además de algunos en Saskatchewan, Canadá.
Esta vez, los líderes del Klan lo gestionaban como una organización lucrativa, y participaron en el boom de las Organizaciones fraternales de la época. Al ingresar en el Klan, los nuevos miembros debían comprar sus disfraces y pagar una cuota de iniciación. Los organizadores del reclutamiento se quedaban con la mitad del dinero, y enviaban el resto a oficiales estatales o nacionales. Cuando el organizador había terminado con el reclutamiento en la zona, montaba una manifestación que a veces incluía cruces ardientes y quizás una entrega ceremonial de la Biblia a un ministro protestante de la localidad. Después, el organizador se retiraba del pueblo con el dinero.

### Actividades

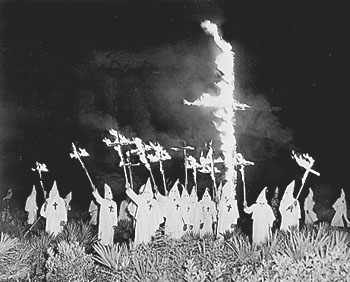
Encendido de una cruz ardiente, en una reunión del Ku Klux Klan celebrada en Gainesville, Florida, en 1922.

El segundo Klan tenía nuevos propósitos antisemitas, anticatólicos y antiinmigrantes. Con esto, consiguió extender fácilmente su alcance, al reclutar miembros por todo el Medio Oeste, cuando anteriormente los estados del Sur eran los que más contribuían a engrosar sus filas. Los reclutadores ponían énfasis en señalar a los banqueros judíos, los negros, los católicos o algún otro grupo social o étnico como los causantes de los problemas del ciudadano común. La diferencia entre el primer KKK y el segundo, radica en que, mientras el primero podía caracterizarse como sureño y exclusivamente del partido Demócrata, el segundo Klan —pese a seguir siendo predominantemente Demócrata— consiguió penetrar fuertemente en el Partido Republicano, extendiédose su influencia por todos los Estados Unidos.
En las décadas de 1920 y 1930, una facción del Klan llamada la Legión Negra, tuvo una gran actividad en el medio oeste de los Estados Unidos. La Legión Negra usaba uniformes negros, en vez de las túnicas blancas características. Fue la facción más violenta del Klan, y adquirió notoriedad por asesinar a socialistas y a comunistas.
Adicionalmente, algunos grupos del KKK tomaron parte en linchamientos, llegando a asesinar a soldados negros que volvían de la Segunda Guerra Mundial, aún con sus uniformes militares. El Klan advirtió a los negros que debían respetar los derechos de la raza blanca «en cuyo país se les permite vivir».

### Influencia política
Mediante funcionarios gubernamentales que simpatizaban con el Ku Klux Klan, los gobiernos de los estados de Tennessee, Indiana, Oklahoma y Oregón, así como algunas legislaturas en los estados del sur, estaban bajo control del Klan. Edward Jackson, un Republicano miembro del Klan, fue elegido gobernador de Indiana en 1924, y todo el aparato gubernamental se vio permeado por miembros del Klan. En California, el Klan decidió convertir a la ciudad de Anaheim en un modelo. Secretamente tomó el control del consejo de la ciudad, pero fue expulsado tras unas elecciones especiales.

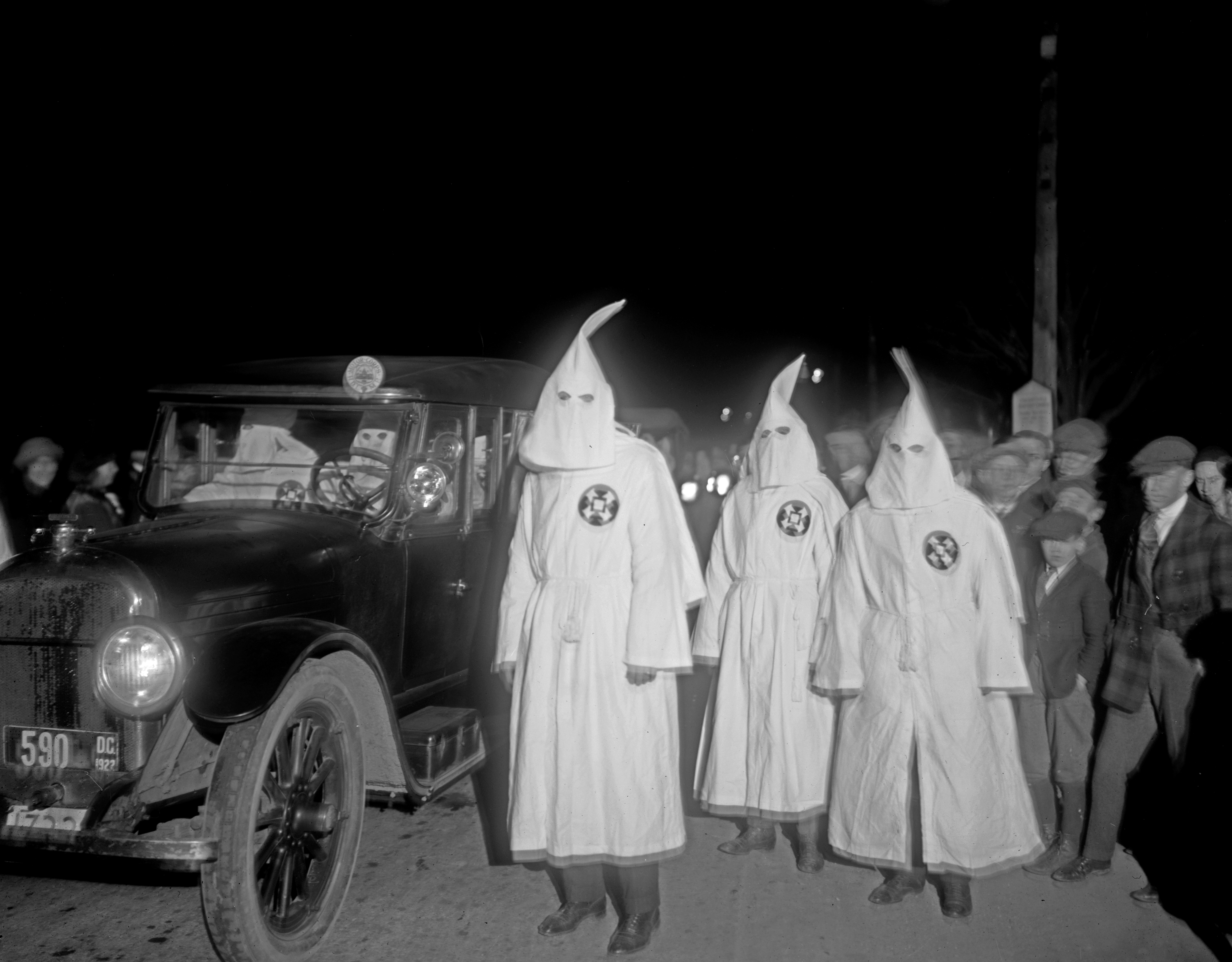
Uno de los desfiles del Klan en 1922 en el estado de Virginia.

El Partido Demócrata realizó su convención nacional de 1924 en Nueva York. La notoria participación de los delegados del KKK, le dio el mote de Convención Klanbake. La convención debía elegir un candidato para presidente. Los contendientes eran William McAdoo, respaldado por el Klan; y el gobernador de Nueva York Al Smith, quien era repudiado por el Klan dada su religión católica. Tras varios días de enfrentamientos, ambos contendientes se retiraron exhaustos sin que hubiera un ganador claro. El Ku Klux Klan consideró que William McAdoo había salido victorioso, pues por lo menos consiguió evitar que el partido adoptara una plataforma política encabezada por un católico. El Klan celebró la «victoria» en Nueva Jersey, el 4 de julio de 1920, con una conmemoración donde miles de miembros quemaron cruces y efigies de Al Smith y gritaron consignas contra la Iglesia católica.

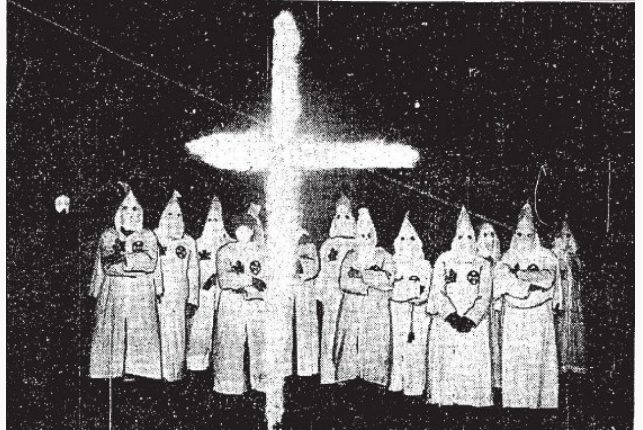
Cruz ardiente y miembros del Ku Klux Klan en London (Ontario), 1925.

En algunos estados, el Klan demostró un deseo genuino de reformas políticas y sociales, como en el estado de Alabama. Dado que en el estado había una estructura política conservadora, el Klan se veía a la vanguardia de medidas «progresistas» como la educación pública, construcción de vialidades, prohibición del alcohol y otras. Para 1925, el KKK era una fuerza política de considerable poder en el estado. Poderosos como J. Thomas Heflin, David Bibb Graves, y Hugo Black manipulaban a los miembros del Klan contra la potencia de los industriales que habían dominado el estado. Black fue elegido senador en 1926 y se convirtió en un activo favorecedor de la política del New Deal. Cuando Black fue nominado para magistrado en la Suprema Corte en 1937, hubo un escándalo nacional al descubrirse que había sido un miembro prominente del KKK. Sin embargo, consiguió mantener el puesto. En 1926, el líder de un capítulo local en Alabama, Bibb Graves, fue elegido gobernador con el respaldo del Klan. Graves dirigió uno de los periodos más progresistas de Alabama. Como resultado de estas victorias políticas, los grupos del KKK se sintieron protegidos por el gobierno para llevar a cabo sus actividades. En 1927, se desató una oleada de terror en el estado, donde el Klan atacaba no solo por motivos raciales, sino también por razones morales que el mismo KKK juzgaba. Hubo incursiones a burdeles y hoteles de paso; y se reportó el secuestro de una mujer divorciada, que fue atada a un árbol y flagelada con el torso desnudo. El contraataque de la élite conservadora comenzó en la prensa. Grover C. Hall, editor de la publicación Montgomery Advertiser comenzó a atacar al Klan por su intolerancia religiosa y racial. A la postre, Hall recibió un premio Pulitzer por sus publicaciones. En otros periódicos se mantuvo la firme y constante campaña de ataques al Klan. El contraataque en los medios funcionó, pues en las elecciones de 1928 el estado de Alabama votó a favor del católico Al Smith para Presidente de los Estados Unidos, y los miembros del Klan en el estado disminuyeron a menos de seis mil para 1930.

### Declive
El colapso del segundo Klan se debió parcialmente a la reacción en su contra, y en parte gracias al escándalo alrededor de David Stephenson (entonces miembro del Partido Republicano, después de haberlo sido del Partido Socialista y del Partido Demócrata), miembro del Ku Klux Klan que fue condenado por la violación y el asesinato de Madge Oberholtzer, tras un juicio que fue sensación nacional.
Según el historiador Leonard Moore, tanto los escándalos como las reacciones contra el Klan progresaron por fallos críticos de liderazgo en el Klan, lo que colapsó la organización:

Stephenson y los otros vendedores y aspirantes políticos que maniobraban por el control del imperio invisible de Indiana, carecían de la habilidad y el deseo de utilizar al sistema político para llevar a cabo los propósitos manifiestos del Klan. Ellos tenían poco interés, o tal vez no conocían las preocupaciones más fundamentales del movimiento. Para ellos, el Klan no era sino un medio para que ganaran riqueza y poder a nivel personal. Ellos habían llegado a la cima del poder en la encapuchada organización ya que el Klan no había necesitado un liderazgo fuerte y dedicado, hasta que se convirtió en fuerza política. Los políticos más experimentados que respaldaban al Klan, no ayudaron mucho. Las divisiones internas eran una barrera para algunos, y en otros casos su apoyo era pragmático y no por convicción. Cuando las acusaciones de crímenes y corrupción mancharon al Klan, aquellos que se preocupaban por su futuro político tenían menos motivos para actuar en nombre del Klan.

Como resultado de los escándalos, el Klan cayó en desgracia, y en la década de 1930 se retiró de la actividad política. El líder nacional Hiram Evans, vendió la organización en 1939 al veterinario de Indiana James Colescott y a un médico de Atlanta, Samuel Green, quienes fueron incapaces de frenar el éxodo de los miembros del Klan. La imagen de la organización recibió otro golpe cuando se descubrieron las simpatías que Colescott tenía por organizaciones pronazis; la involucración del Klan en los disturbios raciales de Detroit en 1943; y esfuerzos por sabotear la intervención estadounidense en la guerra mundial. En 1944, el Klan recibió una citación para pagar 685 000 dólares en concepto de impuestos atrasados, forzando a Colescott a cerrar la organización.[cita requerida]

## Los Ku Klux Klan posteriores

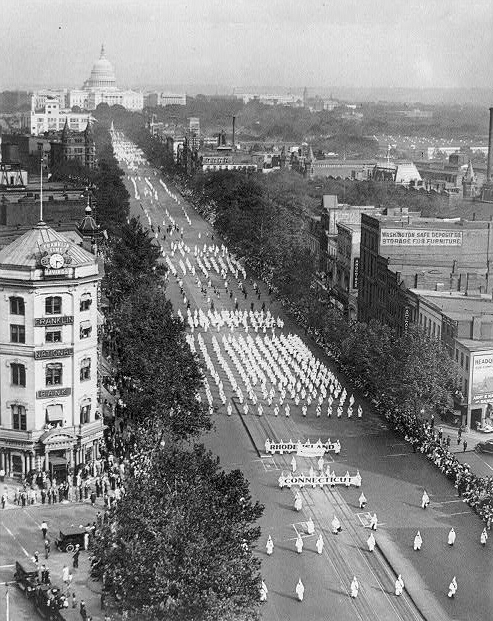
Miembros del Ku Klux Klan marchan en la avenida Pennsylvania en Washington D. C. en 1928.

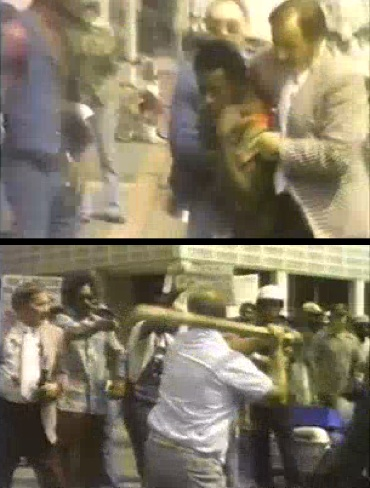
Violencia en una marcha del Klan en Mobile, Alabama, 1977.

Después de la disolución del segundo Ku Klux Klan, diversos grupos independientes comenzaron a utilizar el nombre. Con el paso del tiempo, la cantidad estimada de miembros del Klan varió como sigue (los años de la tabla representan periodos aproximados):
| Año  | N° de miembros |
| 1920 | 4 000          |
| 1930 | 30 000         |
| 1970 | 2000           |
| 2000 | 3000           |

En la década de 1950, muchos de los Klanes individuales se resistieron al Movimiento por los Derechos Civiles, a través de actos de violencia e intimidación. Entre los sucesos más notorios están:
- El asesinato del organizador de la NAACP, Medgar Evers en Misisipi. En 1994, un antiguo miembro del Klan llamado Byron De La Beckwith fue condenado por el asesinato de Evers.
- La muerte del líder de la NAACP, Vernon Dahmer, en 1966, también en Misisipi. El exmiembro del Klan Sam Bowers, fue condenado en 1998 por este asesinato. Junto con Bowers, se condenó a otros dos miembros del Klan.[55]
- La explosión en la iglesia de la calle 16 en Alabama, que mató a cuatro niños en 1963. Aunque desde el inicio había cuatro miembros del Klan entre los sospechosos, no fueron procesados hasta años después. Entre ellos, Robert Chambliss fue condenado en 1977, Thomas Blanton y Bobby Frank Cherry fueron condenados por asesinato en 2001 y 2002, respectivamente.
- El asesinato de Willie Edwards Jr. en 1957. Los miembros del Klan obligaron a Edwards a saltar desde un puente sobre el río Alabama.[56]
- El 18 de enero de 1958, ciudadanos Lumbee impidieron un mitin del Klan, lo que ocasiono un disturbio en un campo de maíz, ocasionando la expulsión del los miembros del Klan del condado, dejando como saldo cuatro miembros del Klan heridos, así como tres reporteros y un civil.
- Los asesinatos de 1964, de trabajadores de los derechos civiles Chaney, Goodman, y Schwerner en Misisipi. En junio de 2005, 41 años después, el miembro del Klan Edgar Ray Killen fue condenado por estos asesinatos[57]
- El asesinato de Viola Liuzzo en 1965. Liuzzo era una católica sureña, activista por los derechos civiles, que vivía en Detroit. Ella y su esposo Anthony Liuzzo fueron al sur para participar en una marcha por los derechos civiles, cuando fue asesinada al transportar a varios participantes.

Estos crímenes fueron parte de los que cometió el Klan en esa época. Muchos ni siquiera fueron denunciados. Por ejemplo, Harry T. Moore, director estatal de la NAACP, falleció en 1951 junto con su esposa al explotar su casa. El FBI encontró varios sospechosos, pero ninguno fue procesado. Cuarenta años después, un exsoldado y miembro del Ku Klux Klan comunicó a la NAACP que él y otros miembros del Klan habían conspirado junto con la policía para llevar a cabo el asesinato, y de acuerdo con un acta posterior del Consejo Regional del Sur, en Atlanta:

... las casas de cuarenta familias negras fueron dinamitadas entre 1951 y 1952. Algunos como Moore, eran activistas sociales expuestos al peligro del terror, pero la mayoría eran gente que se rehusaba a seguir las convenciones raciales de la sociedad; o inocentes transeúntes víctimas del terrorismo blanco

A pesar de la extrema violencia de los distintos Klanes, en la época de la posguerra hubo una reacción exitosa contra el KKK. En 1958, el Klan quemó unas cruces frente a los hogares de dos indios Lumbee en Carolina del Norte. Cuando el Klan comenzó su manifestación, de pronto se vio rodeado y perseguido por cientos de personas armadas.
En 1964, el Programa de Contrainteligencia del FBI (COINTELPRO) comenzó a infiltrarse en el Ku Klux Klan para desarticularlo. La posición de COINTELPRO en el movimiento por los derechos civiles era curiosamente ambigua, pues utilizaba sus tácticas de infiltración, desinformación y violencia por igual contra grupos de extrema izquierda y extrema derecha; pero también contra organizaciones pacíficas como la Conferencia de Líderes Cristianos del Sur, de Martin Luther King. En el caso del asesinato de Liuzzo, esta ambivalencia se evidenció de forma dramática. Uno de los asesinos de Liuzzo era un informante del FBI. Después del asesinato, el FBI comenzó a difundir rumores falsos de que era comunista y que había abandonado a sus hijos para entregarse sexualmente a los trabajadores por los derechos civiles. A pesar de estas ambivalencias, en 1982 se informó que los esfuerzos del FBI finalmente habían desintegrado al Klan. El reportero, Jerry Thompson, se había infiltrado al KKK en 1979. Durante la debacle, los líderes del Klan se acusaban mutuamente de ser espías del FBI, y a la postre se supo que Bill Wilkinson, uno de ellos, había efectivamente trabajado para el FBI.

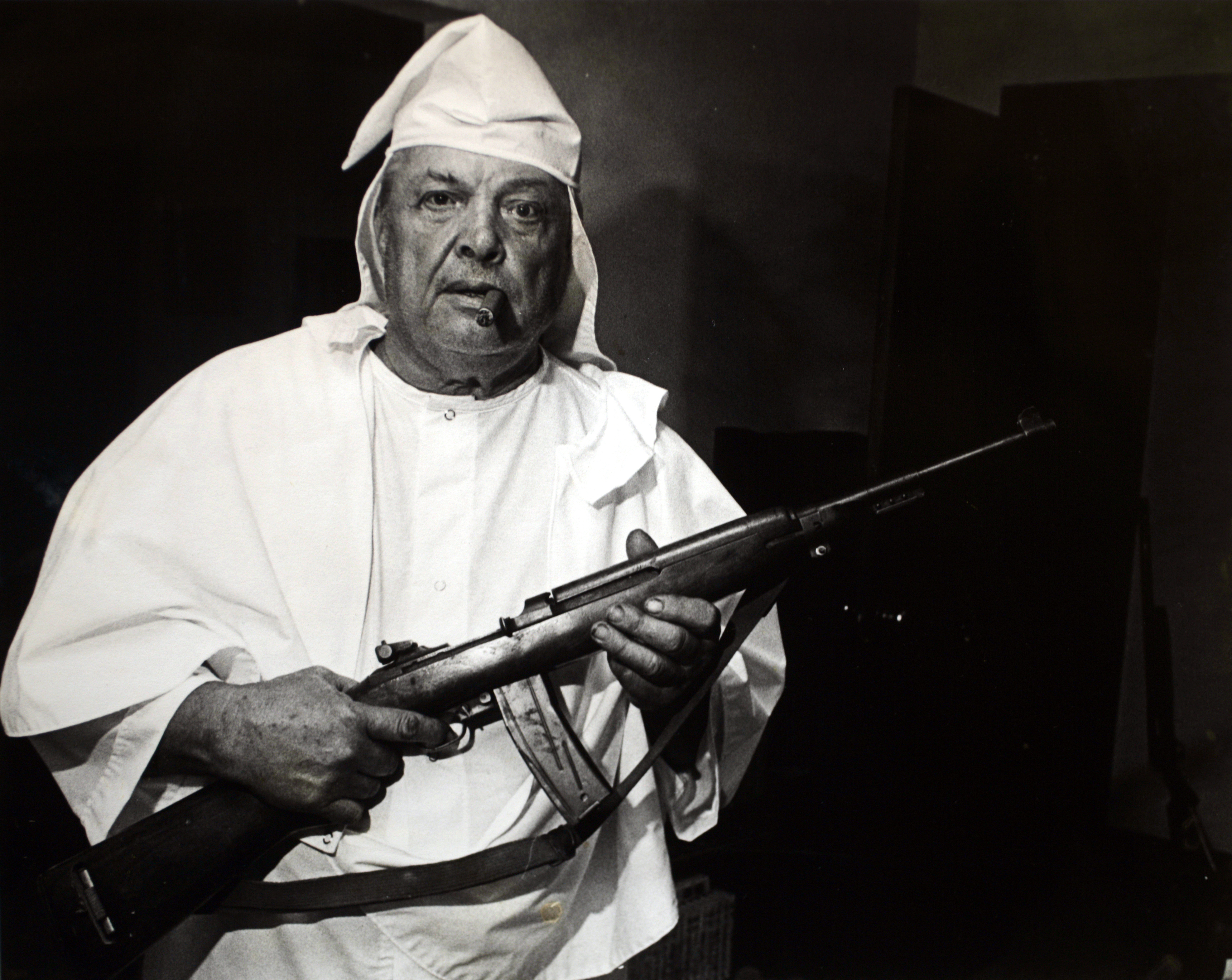
William Donta, un granjero de Ohio, sostiene una carabina semiautomática en 1987.

Cuando terminó la lucha por el derecho al voto de los afroamericanos, que había durado un siglo, los Klanes enfocaron sus baterías hacia otros movimientos, incluyendo Acción afirmativa, la inmigración a los Estados Unidos, y especialmente la desegregación racial en los autobuses escolares, que había sido ordenada por los tribunales. En 1971, miembros del Klan hicieron explotar diez autobuses escolares en Pontiac, Míchigan. Uno de los líderes más carismáticos del KKK, David Duke, participó en la crisis de los autobuses de Boston de 1974. Duke fue líder de los Caballeros del Ku Klux Klan de 1974 a 1978 y en 1980, creó la NAAWP (Asociación Nacional para el Avance del Pueblo Blanco), una organización política nacionalista.
Durante este periodo, la resistencia al Klan se volvió más común. Thompson informó que durante su corta estancia como infiltrado en el KKK, recibió disparos en su camioneta, los niños le gritaban, y participó en una manifestación del Klan que degeneró en caos cuando unos soldados negros se aproximaron a disolverla. Los intentos de organizar marchas de apoyo al Klan se encontraban frecuentemente con contraprotestas, y a veces con violentas confrontaciones.
El Ku Klux Klan evidenció ser vulnerable a las demandas legales. El 21 de marzo de 1981, el linchamiento de Michael Donald llevó a un pleito legal que condujo a la quiebra a United Klans of America. Según el relato de Thompson, muchos grupos del KKK estaban profundamente preocupados por las multimillonarias demandas que estaban recibiendo algunos de sus miembros.

## El Ku Klux Klan en elsigloXXI

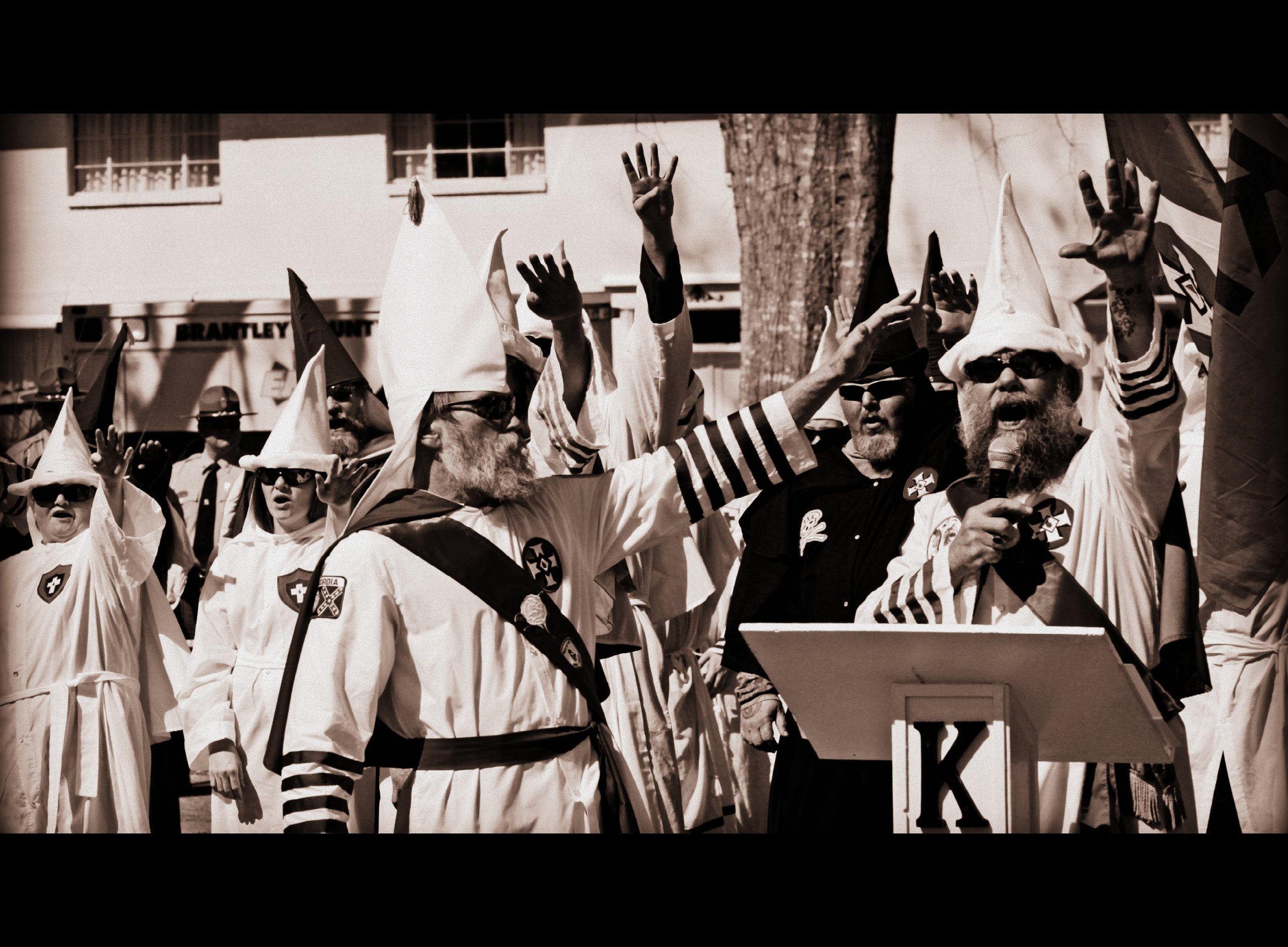
Mitin del Ku Klux Klan en Georgia, 2006.

El Ku Klux Klan aún existe, en forma de aislados grupos de simpatizantes, que probablemente no pasan de unos cuantos miles. En 2002, en un reporte sobre el Extremismo en Estados Unidos, la Liga Antidifamación escribió: «...hoy no hay tal Ku Klux Klan. La fragmentación, la descentralización y el declive han seguido ininterrumpidamente». Sin embargo, también puntualizan que «la necesidad de justificarse aún persiste en los descontentos, y es improbable que desaparezca, independientemente de cuán bajo llegue la suerte del Klan».
Algunas de las mayores organizaciones del KKK son:
- Iglesia de los caballeros estadounidenses del Ku Klux Klan (Church of the American Knights of the KKK, o «KKKK»)[63]
- Clanes imperiales de Estados Unidos (Imperial Klans of America)
- Caballeros de la camelia blanca (Knights of the White Kamelia)
- Caballeros del Ku Klux Klan (The Knights of the Ku Klux Klan).[64] Están encabezados por el Pastor Director Nacional, y tienen su sede en Zinc, Arkansas. Dicen que son la mayor organización del KKK actualmente, y se autodenominan «el Klan de la sexta era».

Hay otras organizaciones de menor tamaño que continúan usando el nombre del Ku Klux Klan, en todo el país.
En 2005, se calculaba que había unos tres mil miembros del Klan, divididos en 158 capítulos, surgidos de varias organizaciones independientes. Casi dos tercios de ellas se encuentran en los estados que alguna vez fueron Confederados. El otro tercio se encuentra mayoritariamente en el Medio Oeste de los Estados Unidos.
La ACLU (Unión Estadounidense de Libertades Civiles) ha otorgado apoyo legal a varias facciones del KKK, en defensa de sus derechos de manifestaciones, desfiles y marchas, otorgados por la Primera Enmienda de la Constitución; así como de su derecho a proponer candidatos a puestos públicos. En julio de 2005, la casa de un hombre hispano fue quemada tras acusaciones de violencia sexual contra una niña blanca de nueve años. Después del incidente, miembros del Klan aparecieron con sus túnicas blancas, repartiendo panfletos. El Klan organizó una marcha antiinmigrantes en Russellville, Alabama, en mayo de 2006.
Durante algún tiempo, el número de miembros del Klan ha ido disminuyendo constantemente. Esta disminución se ha atribuido a la falta de competencia del Klan en el uso de Internet, su historial de violencia, una proliferación de grupos de odio en competencia y una disminución en el número de jóvenes activistas racistas que están dispuestos a unirse a grupos.
Un análisis de 2016 realizado por el SPLC encontró que los grupos de odio en general estaban aumentando en los Estados Unidos. La ADL publicó un informe en 2016 que concluía: «A pesar de su capacidad persistente para atraer la atención de los medios, los grupos organizados del Ku Klux Klan continúan en realidad con una tendencia de declive a largo plazo. Siguen siendo una colección de grupos en su mayoría pequeños e inconexos que cambian continuamente en nombre y liderazgo».

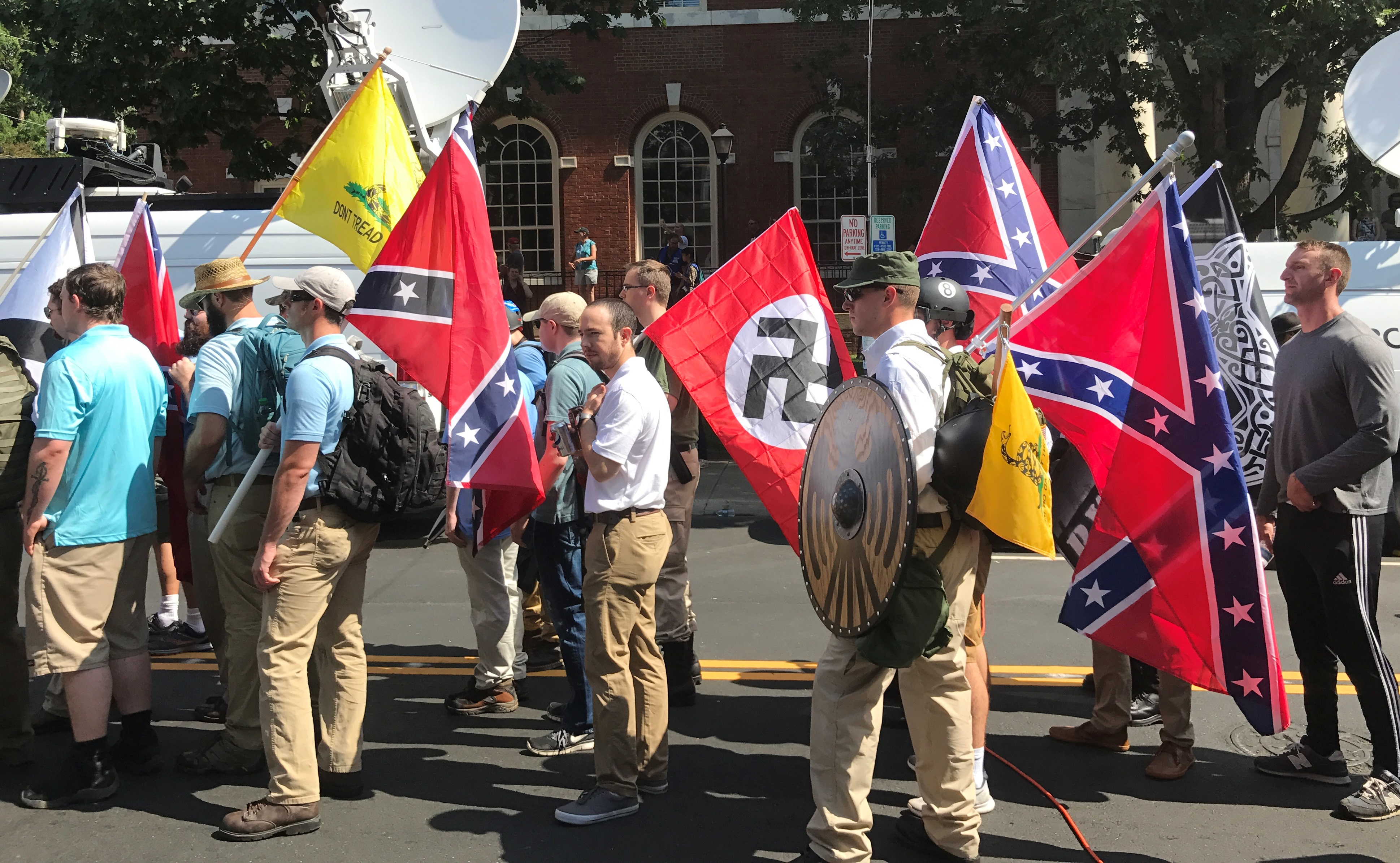
Miembros de la derecha alternativa en Charlottesville, Virginia en agosto de 2017.

La expansión de las redes sociales durante la primera década del siglo XXI dio a estos grupos una gran plataforma para expandir su ideología y hechos falsos que la justifican («fake news»), así como maneras de manifestarse de forma anónima y atacar en línea a sus opositores. 

## Vocabulario del Ku Klux Klan
El Ku Klux Klan, como muchas otras organizaciones secretas, tiene señales que los miembros utilizan para reconocerse unos a otros. Es posible que un miembro del Klan diga «AYAK» (Are you a Klansman? —«¿Eres un miembro del Klan?» en español—) en alguna conversación, intentando identificar a algún colega sin levantar sospechas. La respuesta afirmativa sería el vocablo «AKIA» (A Klansman I am —«Soy un miembro del Klan» en español—).
A lo largo de su historia, el Klan ha acuñado varias palabras que comienzan todas con «KL», incluyendo, entre otras:
- Klabee: tesoreros
- Kleagle: reclutador
- Klecktoken: cuota de iniciación
- Kligrapp: secretario
- Klonvocation: reunión
- Kloran: libro de rituales
- Kloreroe: delegado
- Kludd: capellán

Los términos anteriores se utilizaron a partir de 1916. El KKK de la época de la reconstrucción utilizó varios términos, entre los que se reconocen los títulos Wizard (mago), para el líder del Klan, y Night Hawk (halcón nocturno) para quien estaba a cargo de la seguridad.